# Stazione di Ponte San Marco-Calcinato
Stazione di Ponte San Marco-Calcinato vasútállomás Olaszországban, Lombardia régióban, Calcinato településen.

## Vasútvonalak
Az állomást az alábbi vasútvonalak érintik:
- Milánó–Velence-vasútvonal

## Kapcsolódó állomások
A vasútállomáshoz az alábbi állomások vannak a legközelebb:
- Stazione di Rezzato
- Stazione di Lonato